# シャングリラ (今井麻美の曲)
「シャングリラ」は、今井麻美の4枚目のシングル。2010年7月22日に5pb.から発売された。

## 概要
初回限定盤と通常盤の2種リリースで、前者には「シャングリラ」のPVを収録したDVDが収録されている。表題曲「シャングリラ」は、 PSP用ソフト『コープスパーティー ブラッドカバー リピーティッドフィアー』オープニングテーマ、テレビ東京『アニソ〜ンぷらす』2010年7月度オープニングテーマ 
として使用された。当初はタイトルを漢字にする事も考えていたが、プロデューとの協議で最初に浮かんだ「シャングリラ」に決定した。
カップリングの「ほんの少しの幸せ」は、Xbox 360用ソフト『メモリーズオフ ゆびきりの記憶』のエンディングテーマとして使用された。

### キャッチコピー
いま理想郷へと還る。キミへの想いと共にー

## 収録内容
CD
1. シャングリラ [5:18]
作詞：RUCCA、作曲：濱田智之、編曲：南利一
  - PSP用ソフト『コープスパーティー ブラッドカバー リピーティッドフィアー』オープニングテーマ
  - テレビ東京系『アニソ〜ンぷらす』2010年7月度オープニングテーマ
2. ほんの少しの幸せ [5:56]
作詞：今井麻美、作曲：桐岡麻季、編曲：酒井陽一
  - Xbox 360用ソフト『Memories Off ゆびきりの記憶』エンディングテーマ
3. シャングリラ（off vocal）
4. ほんの少しの幸せ（off vocal）

DVD
1. シャングリラ music video
2. シャングリラ music video making